# 17 أغسطس
- السبت
- الأحد
- الاثنين
- الثلاثاء
- الأربعاء
- الخميس
- الجمعة

- 261 صفر 1447  هـ
- 272 صفر 1447  هـ
- 283 صفر 1447  هـ
- 294 صفر 1447  هـ
- 305 صفر 1447  هـ
- 316 صفر 1447  هـ
- 17 صفر 1447  هـ
- 28 صفر 1447  هـ
- 39 صفر 1447  هـ
- 410 صفر 1447  هـ
- 511 صفر 1447  هـ
- 612 صفر 1447  هـ
- 713 صفر 1447  هـ
- 814 صفر 1447  هـ
- 915 صفر 1447  هـ
- 1016 صفر 1447  هـ
- 1117 صفر 1447  هـ
- 1218 صفر 1447  هـ
- 1319 صفر 1447  هـ
- 1420 صفر 1447  هـ
- 1521 صفر 1447  هـ
- 1622 صفر 1447  هـ
- 1723 صفر 1447  هـ
- 1824 صفر 1447  هـ
- 1925 صفر 1447  هـ
- 2026 صفر 1447  هـ
- 2127 صفر 1447  هـ
- 2228 صفر 1447  هـ
- 2329 صفر 1447  هـ
- 241 ربيع الأول 1447  هـ
- 252 ربيع الأول 1447  هـ
- 263 ربيع الأول 1447  هـ
- 274 ربيع الأول 1447  هـ
- 285 ربيع الأول 1447  هـ
- 296 ربيع الأول 1447  هـ
- 307 ربيع الأول 1447  هـ
- 318 ربيع الأول 1447  هـ
- 19 ربيع الأول 1447  هـ
- 210 ربيع الأول 1447  هـ
- 311 ربيع الأول 1447  هـ
- 412 ربيع الأول 1447  هـ
- 513 ربيع الأول 1447  هـ

17 أغسطس أو 17 آب أو يوم 17 \ 8 (اليوم السابع عشر من الشهر الثامن) هو اليوم التاسع والعشرون بعد المئتين (229) من السنوات البسيطة، أو اليوم الثلاثون بعد المئتين (230) من السنوات الكبيسة وفقًا للتقويم الميلادي الغربي (الغريغوري). يبقى بعده 136 يوما لانتهاء السنة.

## أحداث
- 1945 - إعلان استقلال إندونيسيا عن الاحتلال الياباني، ومع عودة الأطماع الاستعمارية الهولندية لم تمنح إندونيسيا الاستقلال الفعلي إلا سنة 1949.
- 1949 - قائد الانقلاب العسكري في سوريا سامي الحناوي يعين هاشم الأتاسي رئيسًا للحكومة.
- 1960 - الغابون تحصل على استقلالها من فرنسا.
- 1988 - مقتل الرئيس الباكستاني محمد ضياء الحق والسفير الأمريكي في باكستان بحادث تحطم طائرة.
- 1990 - الرئيس الأمريكي جورج بوش يصدر أوامره للسفن الحربية الأمريكية بوضع العقوبات التجارية التي فرضتها الأمم المتحدة على العراق بعد غزوه للكويت موضع التنفيذ فورًا مستخدمة القوه إذا لزم الأمر لمنع السلع من الدخول والخروج من العراق والكويت.
- 1993 - لأول مرة في التاريخ الحكومة البريطانية تسمح للناس بالدخول إلى قصر باكنغهام والتجول فيه.
- 1998 - الرئيس الأمريكي بيل كلينتون يعترف بأنه كان بعلاقة غير لائقة مع المتدربة السابقة في البيت الأبيض مونيكا لوينسكي.
- 1999 - زلزال بقوة 7.4 على مقياس ريختر يضرب شمال تركيا ويخلف 17000 قتيل و 44000 جريح.
- 2010 - إسرائيل تهدم كافة منازل قرية العراقيب الفلسطينية للمرة الرابعة بعد أن أعاد قاطنوها بناءها ثلاث مرات.
- 2013 - اقتحام قوات الشرطة لمسجد الفتح بعد حصاره، وإلقاء القبض على المتظاهرين الذين كانوا بداخله فيما عُرِف بأحداث رمسيس الثانية.
- 2015 - تفجيرٌ في مدينة بانكوك عاصمة تايلندا يوقع 21 قتيلًا على الأقل وأكثر من 100 جريح.
- 2017 - مقتل 13 شخصًا على الأقل وإصابة ما لا يقل عن 80 آخرين جراء حادث دهس للمارة في شارع لارامبلا في مدينة برشلونة الإسبانية.

## مواليد
- 1601 - بيير دي فيرما، عالم رياضيات فرنسي.
- 1629 - الملك يوحنا الثالث سوبياسكي، ملك بولندا.
- 1768 - لويس شارل أنطوان دوزيه، عسكري فرنسي.
- 1786 - ديفد كروكيت، جندي أمريكي
- 1823 - دانيال بليس، مبشر أمريكي ومؤسس الجامعة الأميركية في بيروت وأول رئيس لها.
- 1882 - عمر تقي الدين الرافعي، فقيه مسلم وقاضي وشاعر لبناني.
- 1891 - دولسي ماري بيلرز، رسامة توضيحية إنجليزية متخصصة في الرسوم الطبية.
- 1893 - بديع خيري، كاتب مسرحي مصري.
- 1911 - ميخائيل بوتفنيك، لاعب شطرنج روسي.
- 1926 - جيانغ زيمين، رئيس الصين.
- 1934 - حسين كمال، مخرج مصري.
- 1937 - صافي ناز كاظم، صحفية مصرية.
- 1939 - ضياء البياتي، ممثل عراقي.
- 1943 - روبرت دي نيرو، ممثل ومخرج ومنتج أمريكي.
- 1952 - جييرمو فيلاس، لاعب كرة مضرب أرجنتيني.
- 1958 - ظبية خميس، شاعرة وكاتبة قصصية إماراتية.
- 1960 - شون بن، ممثل أمريكي.
- 1968 - سوسن الحمامي، مغنية تونسية.
- 1975 - كريم عبد العزيز، ممثل مصري.
- 1976 - ريتا برصونا، ممثلة لبنانية.
- 1977 -
  - تييري هنري، لاعب كرة قدم فرنسي.
  - ويليام غالاس، لاعب كرة قدم فرنسي.
  - تاريا تورونن، مغنية فنلندية.
- 1980 - شانون لوشيو، ممثلة أمريكية.
- 1982 -
  - مشاري العرادة، منشد كويتي.
  - فيل جاغيلكا، لاعب كرة قدم إنجليزي.
- 1983 - علي الشمالي، لاعب كرة قدم كويتي.
- 1989 - فرح زينب عبد الله، ممثلة تركية.

## وفيات
- 1616 - أبو تراب فرقتي، شاعر إيراني.
- 1786 - فريدرخ الثاني، ملك مملكة بروسيا.
- 1850 - خوسيه دي سان مارتين، رئيس بيرو.
- 1969 - أوتو شتيرن، عالم فيزياء ألماني حاصل على جائزة نوبل في الفيزياء عام 1943.
- 1977 - مفدي زكريا، شاعر جزائري.
- 1988 - محمد ضياء الحق، رئيس باكستان.
- 2000 - صفوت الشوادفي، عالم وداعية إسلامي مصري.
- 2005 - جون باهكال، عالم فيزياء أمريكي.
- 2006 - أحمد مستجير، عالم مصري في علم الأحياء متخصص في التقانة الحيوية.
- 2010 - فرانشيسكو كوسيغا، رئيس إيطاليا.
- 2017 - فدوى سليمان، ممثلة ومدبلجة صوت سورية

## أعياد ومناسبات
- عيد الاستقلال في إندونيسيا.
- عيد الاستقلال في الغابون.

## وصلات خارجية
- وكالة الأنباء القطريَّة: حدث في مثل هذا اليوم.
- النيويورك تايمز: حدث في مثل هذا اليوم.
- BBC: حدث في مثل هذا اليوم.